# مجلس الأوقاف والشؤون والمقدسات الإسلامية بالقدس
مجلس الأوقاف والشؤون والمقدسات الإسلامية بالقدس هو مجلس مُعين من قبل الحكومة الأردنية ليعاون ويشرف على إدارة أوقاف القدس وشؤون المسجد الأقصى.

## التاريخ
جرى تأسيس مجلس الأوقاف والشؤون والمقدسات الإسلامية في القدس من قبل الحكومة الأردنية ليعاون ويشرف على إدارة أوقاف القدس وشؤون المسجد الأقصى.

## أهداف المجلس
من أبرز أهداف مجلس الأوقاف والشؤون والمقدسات الإسلامية في القدس:
- الحفاظ على هوية مدينة القدس العربية والإسلامية.[1]
- وضع الخطط والبرامج المتعلقة بشؤون الأوقاف الإسلامية والمسجد الأقصى.[1]
- إدارة الشؤون الدينية والإدارية والسياسية للأوقاف الإسلامية والمسجد الأقصى.[1]

## تشكيلة المجلس
يجري تشكيل المجلس وتعيين أعضائه بقرارٍ من رئيس الوزراء الأردني كُل حوالي سنيتن.

### مجلس (فبراير 2019 – أبريل 2021)
وأعضاء المجلس هم:
- عبد العظيم سلهب (رئيس المجلس).
- عدنان الحسيني.
- عماد أبو كشك.
- هاني عابدين.
- مازن سنقرط.
- حاتم عبد القادر.
- محمد عزام الخطيب التميمي.
- محمد أحمد حسين.
- عكرمة صبري.
- واصف البكري.
- يوسف أبو سنينة.
- محمد سرندح.
- محمد نسيبة.
- "محمد مهدي" عبد الهادي.
- مصطفى أبو صوي.
- فهد الشويكي.
- خليل العسلي.
- علاء سلهب.

### مجلس (أبريل 2021 – نوفمبر 2023)
وأعضاء المجلس هم:
- عبد العظيم سلهب (رئيس المجلس).
- عزام الخطيب (نائب رئيس المجلس).
- "محمد إبراهيم" ناصر الدين.
- محمد أحمد حسين.
- عماد أبو كشك.
- هاني عابدين.
- عدنان الحسيني.
- عكرمة صبري.
- واصف البكري.
- يوسف أبو سنينة.
- محمد زكي نسيبه.
- محمد سرندح.
- مصطفى أبو صوي.
- "محمد مهدي" عبد الهادي.
- فهد الشويكي.
- خليل العسلي.
- نزيه العلمي.
- يوسف الدجاني.
- محمد قطب.
- بسام الحلاق.
- علاء سلهب.
- وصفي الكيلاني.
- عبد الستار القضاة.

### مجلس (نوفمبر 2023 – حتى الآن)
وأعضاء المجلس هم:
- عبد العظيم سلهب (رئيس المجلس).
- محمد عزام الخطيب التميمي، مدير عام دائرة أوقاف القدس وشؤون المسجد الأقصى (نائبًا لرئيس المجلس).
- عدنان الحسيني.
- هاني عابدين.
- عماد أبو كشك.
- عكرمة صبري
- محمد أحمد حسين.
- واصف البكري
- يوسف أبو سنينة.
- مصطفى أبو صوي.
- وصفي كيلاني.
- "محمد مهدي" عبد الهادي، (توفي في يناير 2025).[8]
- "محمد إبراهيم" ناصر الدين.
- محمد سرندح.
- بسام خليل الحلاق.
- يوسف الدجاني.
- فهد الشويكي.
- خليل العسلي.
- علاء سلهب.
- محمد نسيبة.
- نزيه العلمي.
- محمد قطب.
- وائل جمال عمر.
- "محمد شاهين" أشهب (مقررًا للمجلس).